# أحمد بن عقيل بن أبي طالب
أحمد بن عقيل بن أبي طالب، هو ابن عقيل بن أبي طالب، ذكره السيد محسن الأمين العاملي في أعيان الشيعة وقال: «ذكره بعض المعاصرين في كتاب له».

## نسبه وولادته
هو أحمد بن عقيل بن أبي طالب، وأمه أم ولد، تفرد بذكره الأمين في أعيان الشيعة ونسب ذلك إلى بعض المعاصرين وقال: «ذكره بعض المعاصرين في كتاب له». وذكر الكرباسي أن ولادته كانت قبل عام 44 هـ.

## مقتله في كربلاء
قال السيد الأمين في أعيان الشيعة: ذكره بعض المعاصرين في كتاب له وقال: أمه أم ولد برز يوم الطف وهو يرتجز ويقول:
بحسب بعض المصادر أن أمه كانت معه في كربلاء.